# Mike Commodore
Michael Commodore, detto Mike (Fort Saskatchewan, 7 novembre 1979), è un ex hockeista su ghiaccio canadese.

## Palmarès

### Mondiali
- 1 medaglia:
  - 1 oro (Russia 2007)